# Javier Naranjo
Javier Naranjo Moreno (Medellín, 1956) es un poeta y gestor cultural colombiano, docente en áreas de escritura creativa con niños y literatura infantil. Aparte de su trabajo con literatura para niños y jóvenes, su poesía leve y profunda, «entre la luz y la sombra, entre este y otro mundo, entre la extrañeza y cierta clara ambigüedad» como dice la contracarátula de su libro Lugar de cuerpo ciego, ha sido reconocida y difundida en distintas antologías del país y del exterior. Fue director de la Casa de la Cultura de El Carmen de Viboral donde fundó el prestigioso grupo literario SAVIA.

## Obras
- Orvalho (Libro compartido, 1990)
- Silabario (Editorial Universidad de Antioquia, 1994)
- Casa de las estrellas (Recopilación de definiciones infantiles, 1999, 2000, 2006, 2009 y 2013)
- Gulliver (Escritura creativa entre los niños de las comunas de Medellín, Proyecto Gulliver, director, tallerista. Festival Internacional de Poesía de Medellín y Fundación France Libertés, 2006)
- Lugar de cuerpo ciego (Editorial Universidad del Valle, 2006)
- El Diario de Mammo (para el acercamiento de los niños al arte, Museo de Arte Moderno, 2009)
- A la sombra animal (Editorial Universidad Eafit, 2011)
- De parte del aire (chat). (Editado por Apotema, 2011)
- Casa das estrelas (Foz editora, Río de Janeiro, 2013)
- Los niños piensan la paz (Testimonios infantiles, realizado con El Banco de la República, 2015)
- La distracción (Editorial Universidad de Antioquia, 2017)
- Afantasmarnos (A duo con Orlanda Agudelo. Hojarasca Editores, 2017)
- Perplejo (Poemas escogidos, Editorial Ponciano Arriaga, México, 2017)
- Jugar la vida (Talleres y selección de testimonios infantiles, a dúo con Orlanda Agudelo, realizado por la Alcaldía de El Carmen de Viboral.

Pulso y Letra editores, 2017)
- Tu cuento habla mucho (Talleres y selección de testimonios infantiles, a dúo con Orlanda Agudelo), Bolivia, Fundación Simón I. Patiño,

2018.
- Casa das estrelas (Planeta, Sao Paulo, 2018)
- Lo que mi voz leía - cartas (Talleres, compilador y editor literario, a dúo con Orlanda Agudelo, Editorial Eafit, 2019)

## Premios
- Finalista en dos ocasiones del Premio Nacional de Poesía de la Universidad de Antioquia y del Premio Nacional de Poesía Eduardo Cote Lamus.
- Finalista del Premio de Poesía El Fuego en las Palabras.
- Beca de creación de literatura del Ministerio de Cultura, 1994.

## Antologías
- Disidencia del limbo (1981),
- Poetas en abril (1985),
- Quién es quién en la poesía colombiana (1998),
- Antología de la poesía colombiana (Ministerio de Cultura/Áncora Editores, Bogotá, 1998),
- Modelo 50 (2005),
- Antología Virtual de la poesía colombiana (2009),
- Desde el Umbral, poesía colombiana en transición (2009),
- Muestra Poesía en Medellín 1950-2011 (2011).